# Lorena Baumann
Lorena Yvonne Baumann (Wattwil, 11 febbraio 1997) è una calciatrice svizzera, difensore del Þróttur e della nazionale svizzera.

## Carriera

### Nazionale
Baumann inizia ad essere convocata dalla Federcalcio svizzera (ASF-SFV) nel 2013, inserita in rosa dal tecnico Monica Di Fonzo con la formazione Under-17 impegnata nelle fasi di qualificazione all'Europeo di Inghilterra 2014. Baumann fa il suo esordio nel torneo il 2 settembre 2013, nell'incontro dove la Svizzera si impone sulla Bulgaria per 6-0. Condivide con le compagne il percorso che vede la sua nazionale chiudere, con due vittorie e una sconfitta, al secondo posto e dietro l'Italia, il gruppo 9 della prima fase eliminatoria, tuttavia, inserita nel gruppo 6 nella successiva fase élite, la Svizzera non riesce ad essere sufficientemente competitiva chiudendo, con un solo pareggio e due sconfitte, all'ultimo posto, mancando di conseguenza l'accesso alla fase finale.
Nel 2015 arriva la convocazione in Under-19, in occasione delle qualificazioni all'Europeo di Slovacchia 2016. In quell'occasione la coppia di tecnici Nora Häuptle e Rebekka Nüscheler la convocano fin dal primo incontro della prima fase ma la impiegano solo dal terzo, nella vittoria per 23-0 sulla Georgia e dove al 36' contribuisce alla goleada con la rete del parziale 8-0, prima rete in maglia rossocrociata per il giovane difensore. Viene in seguito impiegata nel restanti tre incontri del gruppo 6 della fase élite dove, classificandosi a pari punti (7) con la Norvegia ma con una migliore differenza reti, riesce ad accedere alla fase finale, a cinque anni dall'ultima qualificazione all'edizione di Italia 2011. In questa fase Häuptle, ora affiancata da Thomas Schneeberger, la impiega in tutti i quattro incontri disputati dalla Svizzera, i tre del gruppo B, dove con due vittorie e una sconfitta si classifica al secondo posto dietro la Germania e supera il turno, e alle semifinali, dove viene eliminata dalla Francia dopo la vittoria per 3-1.
Nell'estate 2019 arriva la sua prima convocazione nella nazionale maggiore, chiamata dal commissario tecnico Nils Nielsen in occasione dell'amichevole del 14 giugno con la Serbia, incontro pareggiato 1-1, impiegando Baumann da titolare. In seguito il Nielsen la convoca con continuità nel corso delle qualificazione, gruppo H, all'Europeo di Inghilterra 2022, tuttavia scende in campo in sole altre due occasioni, entrambe in amichevole.

## Statistiche

### Cronologia presenze e reti in nazionale
| Cronologia completa delle presenze e delle reti in nazionale ― Svizzera | Cronologia completa delle presenze e delle reti in nazionale ― Svizzera | Cronologia completa delle presenze e delle reti in nazionale ― Svizzera | Cronologia completa delle presenze e delle reti in nazionale ― Svizzera | Cronologia completa delle presenze e delle reti in nazionale ― Svizzera | Cronologia completa delle presenze e delle reti in nazionale ― Svizzera | Cronologia completa delle presenze e delle reti in nazionale ― Svizzera | Cronologia completa delle presenze e delle reti in nazionale ― Svizzera |
| Data                                                                    | Città                                                                   | In casa                                                                 | Risultato                                                               | Ospiti                                                                  | Competizione                                                            | Reti                                                                    | Note                                                                    |
| ----------------------------------------------------------------------- | ----------------------------------------------------------------------- | ----------------------------------------------------------------------- | ----------------------------------------------------------------------- | ----------------------------------------------------------------------- | ----------------------------------------------------------------------- | ----------------------------------------------------------------------- | ----------------------------------------------------------------------- |
| 14-6-2019                                                               | Stara Pazova                                                            | Serbia                                                                  | 1 – 1                                                                   | Svizzera                                                                | Amichevole                                                              | -                                                                       | 87’                                                                     |
| 14-1-2020                                                               | Attard                                                                  | Malta                                                                   | 2 – 2                                                                   | Svizzera                                                                | Amichevole                                                              | -                                                                       | 62’                                                                     |
| 10-3-2020                                                               | Marbella                                                                | Austria                                                                 | 1 – 2                                                                   | Svizzera                                                                | Amichevole                                                              | -                                                                       | 63’                                                                     |
| Totale                                                                  |                                                                         | Presenze                                                                | 3                                                                       |                                                                         | Reti                                                                    | 0                                                                       |                                                                         |

## Palmarès

### Club
- Campionato svizzero: 6

Zurigo: 2013-2014, 2014-2015, 2015-2016, 2017-2018, 2018-2019
Neunkirch: 2016-2017
- Coppa Svizzera: 5

Zurigo: 2014-2015, 2015-2016, 2017-2018, 2018-2019
Neunkirch: 2016-2017